# Arnay-sous-Vitteaux
Arnay-sous-Vitteaux est une commune française située dans le département de la Côte-d'Or, en région Bourgogne-Franche-Comté.

## Géographie

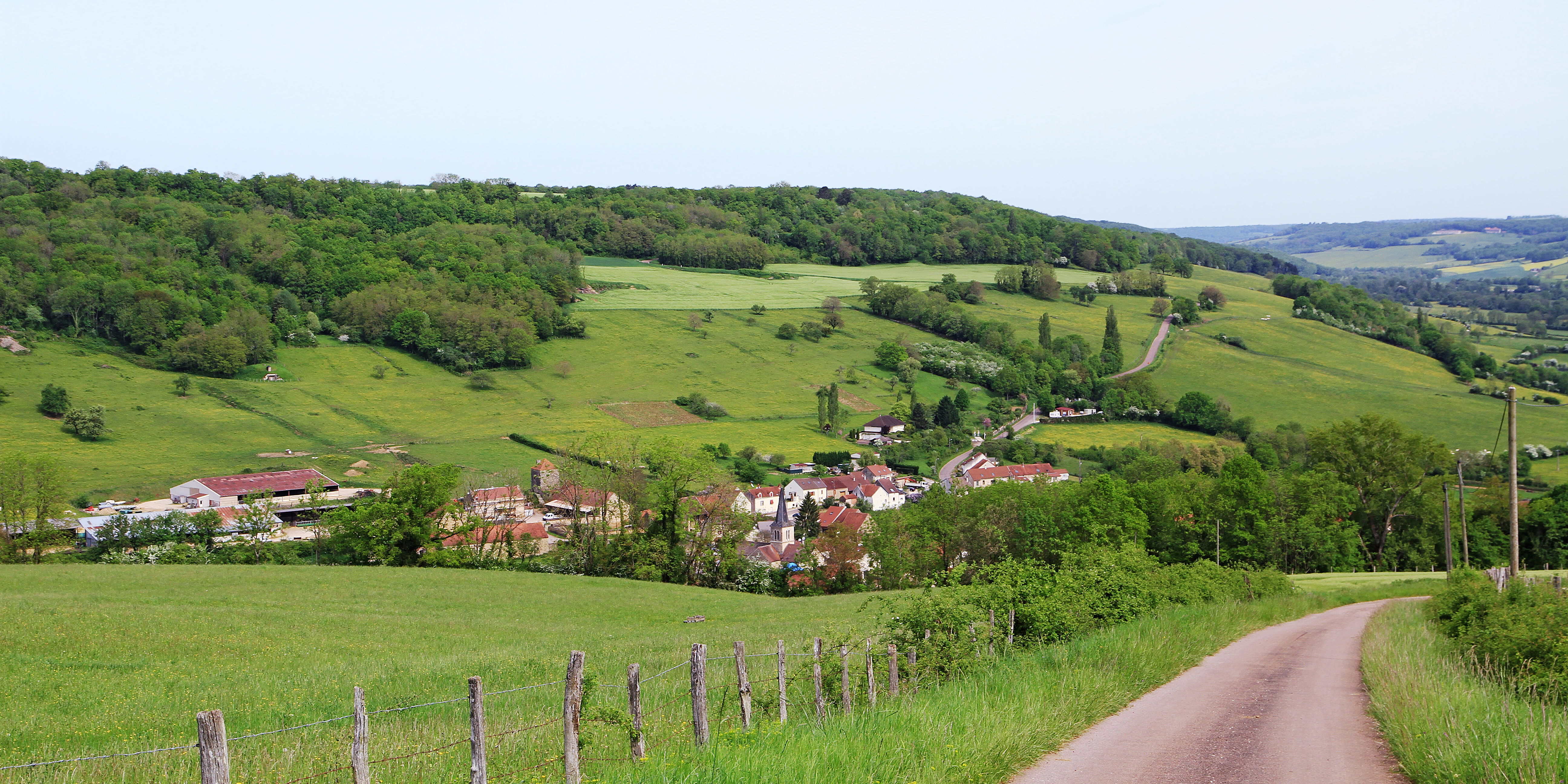
Arnay-sous-Vitteaux sous la colline du Grand Teureau (451 mètres).

### Climat
Pour des articles plus généraux, voir Climat de la Bourgogne-Franche-Comté et Climat de la Côte-d'Or.
En 2010, le climat de la commune est de type climat des marges montargnardes, selon une étude du Centre national de la recherche scientifique s'appuyant sur une série de données couvrant la période 1971-2000. En 2020, Météo-France publie une typologie des climats de la France métropolitaine dans laquelle la commune est exposée à un climat océanique altéré et est dans la région climatique Lorraine, plateau de Langres, Morvan, caractérisée par un hiver rude (1,5 °C), des vents modérés et des brouillards fréquents en automne et hiver.
Pour la période 1971-2000, la température annuelle moyenne est de 10 °C, avec une amplitude thermique annuelle de 16 °C. Le cumul annuel moyen de précipitations est de 897 mm, avec 12,9 jours de précipitations en janvier et 7,9 jours en juillet. Pour la période 1991-2020, la température moyenne annuelle observée sur la station météorologique de Météo-France la plus proche, « Semur En Auxois_sapc », sur la commune de Semur-en-Auxois à 13 km à vol d'oiseau, est de 11,2 °C et le cumul annuel moyen de précipitations est de 778,0 mm,. Pour l'avenir, les paramètres climatiques de la commune estimés pour 2050 selon différents scénarios d'émission de gaz à effet de serre sont consultables sur un site dédié publié par Météo-France en novembre 2022.

## Urbanisme

### Typologie
Au 1er janvier 2024, Arnay-sous-Vitteaux est catégorisée commune rurale à habitat très dispersé, selon la nouvelle grille communale de densité à 7 niveaux définie par l'Insee en 2022.
Elle est située hors unité urbaine et hors attraction des villes,.

### Occupation des sols
L'occupation des sols de la commune, telle qu'elle ressort de la base de données européenne d’occupation biophysique des sols Corine Land Cover (CLC), est marquée par l'importance des territoires agricoles (74,7 % en 2018), en diminution par rapport à 1990 (77,5 %). La répartition détaillée en 2018 est la suivante : prairies (58,6 %), forêts (25,3 %), terres arables (16,1 %). L'évolution de l’occupation des sols de la commune et de ses infrastructures peut être observée sur les différentes représentations cartographiques du territoire : la carte de Cassini (XVIIIe siècle), la carte d'état-major (1820-1866) et les cartes ou photos aériennes de l'IGN pour la période actuelle (1950 à aujourd'hui).

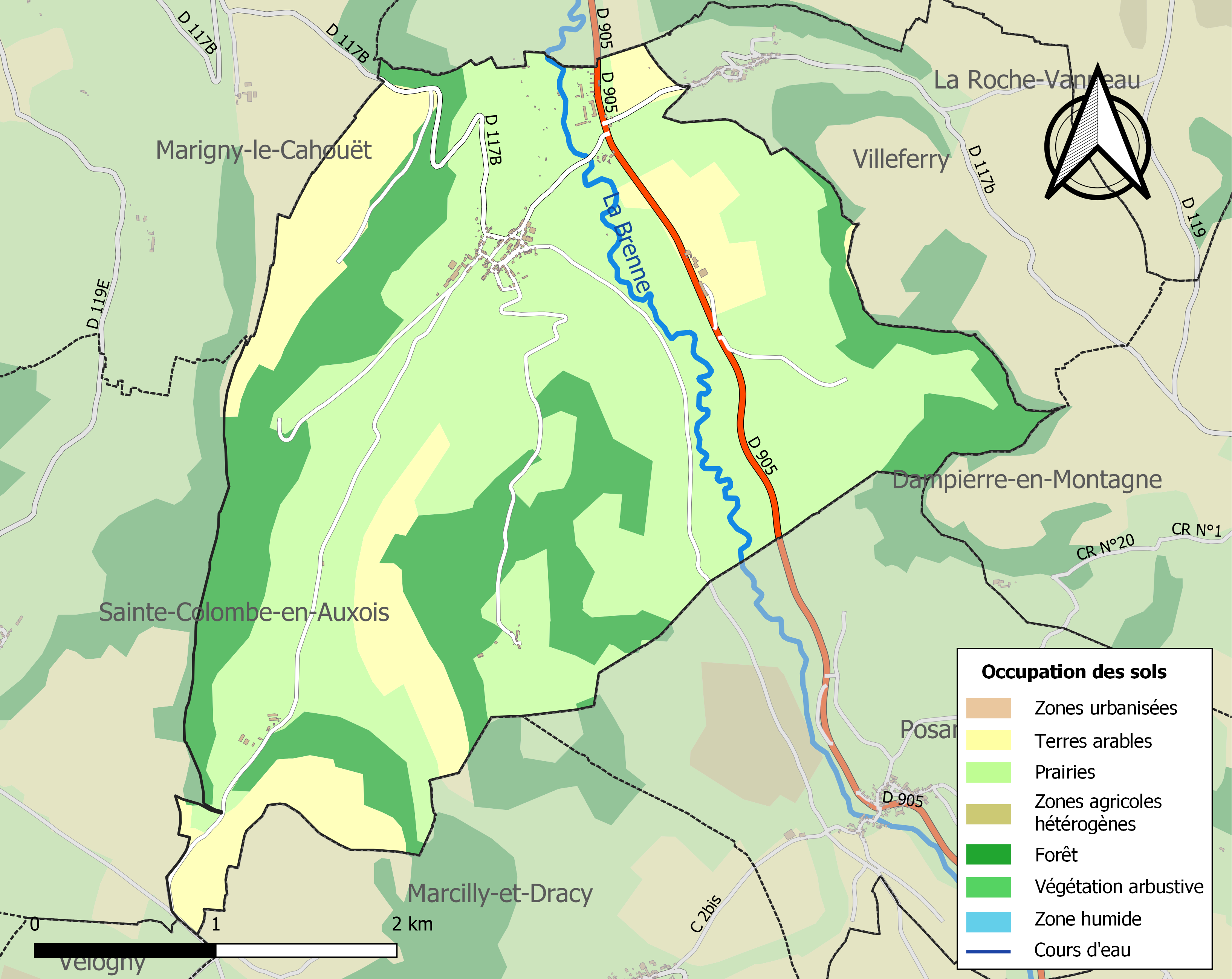
Carte des infrastructures et de l'occupation des sols de la commune en 2018 (CLC).

## Histoire
Arnay possède une maison forte datant du XIIIe ou du XIVe siècle. Ce petit village dispose d’une église du XIVe siècle.
Au-dessus d'Arnay, à environ 2 kilomètres du village, au lieu-dit récemment appelé Sébastopol, un éperon barré porte une petite chapelle de Saint-Abdon qui date de 1502 (XVIe siècle) ; sur ce même site se trouvent des ruines de murs en pierres sèches dont certains, d'après les fouilles, remonteraient au paléolithique, d'autres à l'époque mérovingienne (sépultures). La légende d’Arnay prétend qu’il y aurait eu là un château à la Renaissance, mais aucun document ne peut le confirmer.

## Politique et administration

### Liste des maires
| Période                                  | Période  | Identité                | Étiquette | Qualité     |
| ---------------------------------------- | -------- | ----------------------- | --------- | ----------- |
| mars 2014                                | En cours | Jean François Lallemant | SE        | Agriculteur |
| Les données manquantes sont à compléter. |          |                         |           |             |

## Démographie
L'évolution du nombre d'habitants est connue à travers les recensements de la population effectués dans la commune depuis 1793. Pour les communes de moins de 10 000 habitants, une enquête de recensement portant sur toute la population est réalisée tous les cinq ans, les populations de référence des années intermédiaires étant quant à elles estimées par interpolation ou extrapolation. Pour la commune, le premier recensement exhaustif entrant dans le cadre du nouveau dispositif a été réalisé en 2004.

En 2022, la commune comptait 112 habitants, en évolution de +1,82 % par rapport à 2016 (Côte-d'Or : +0,82 %, France hors Mayotte : +2,11 %).
| 1793 | 1800 | 1806 | 1821 | 1831 | 1836 | 1841 | 1846 | 1851 |
| ---- | ---- | ---- | ---- | ---- | ---- | ---- | ---- | ---- |
| 344  | 358  | 325  | 385  | 385  | 382  | 365  | 376  | 371  |

| 1856 | 1861 | 1866 | 1872 | 1876 | 1881 | 1886 | 1891 | 1896 |
| ---- | ---- | ---- | ---- | ---- | ---- | ---- | ---- | ---- |
| 300  | 295  | 292  | 293  | 297  | 284  | 277  | 304  | 255  |

| 1901 | 1906 | 1911 | 1921 | 1926 | 1931 | 1936 | 1946 | 1954 |
| ---- | ---- | ---- | ---- | ---- | ---- | ---- | ---- | ---- |
| 241  | 234  | 227  | 195  | 186  | 166  | 151  | 135  | 176  |

| 1962 | 1968 | 1975 | 1982 | 1990 | 1999 | 2004 | 2006 | 2009 |
| ---- | ---- | ---- | ---- | ---- | ---- | ---- | ---- | ---- |
| 208  | 183  | 154  | 170  | 160  | 146  | 133  | 128  | 112  |

| 2014 | 2019 | 2022 | - | - | - | - | - | - |
| ---- | ---- | ---- | - | - | - | - | - | - |
| 110  | 111  | 112  | - | - | - | - | - | - |

## Culture locale et patrimoine

### Lieux et monuments
- Maison forte d'Arnay[16].
- Éperon barré et chapelle Saint-Abdon au lieu-dit Roche-en-Pont[17].

Occupé au paléolithique, cet éperon barré par des murs en pierres sèches (certaines posées sur champ) conserve un tertre funéraire, la source aujourd'hui tarie et une petite grotte. Un sentier de visite a été aménagé.

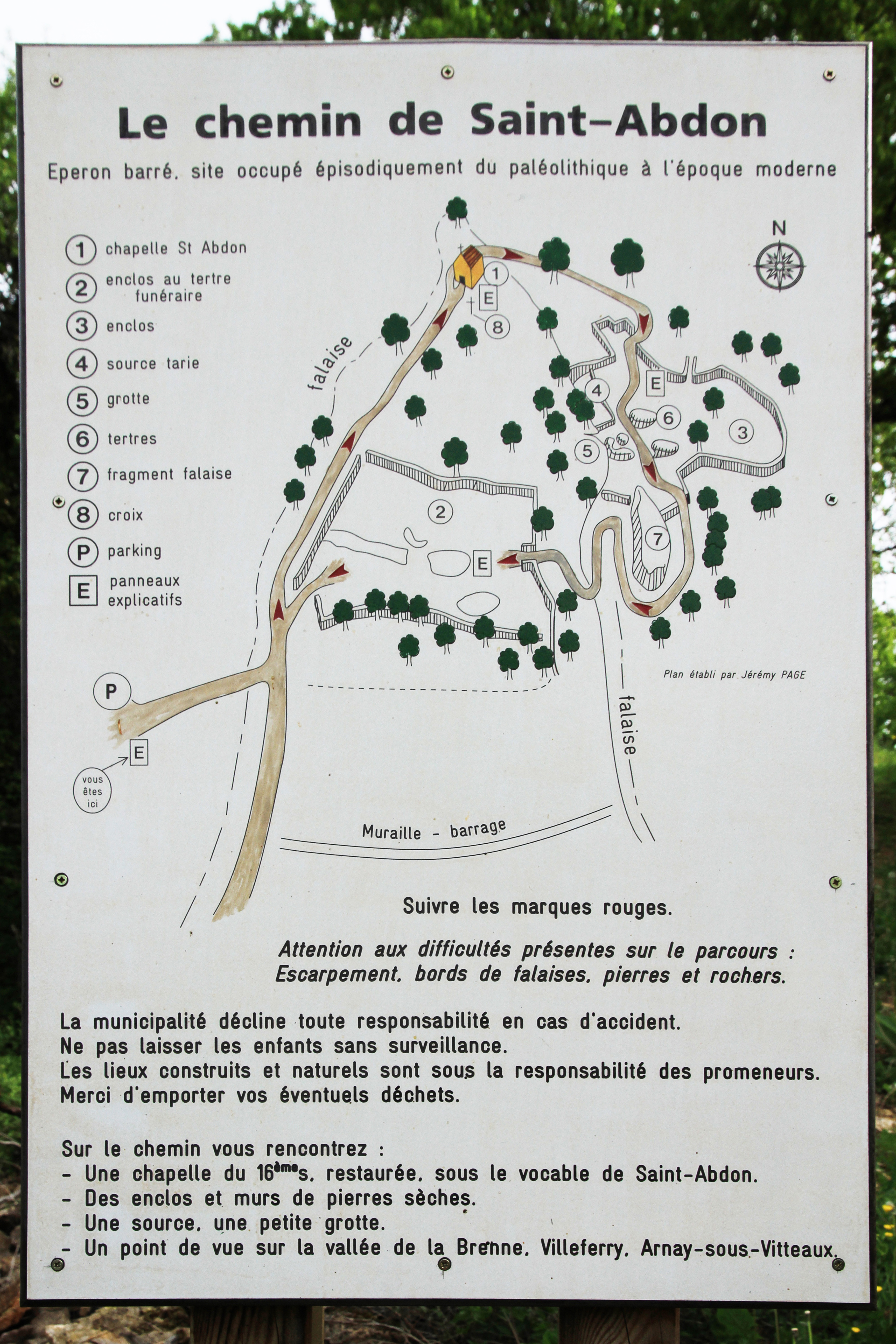
Chemin de Saint-Abdon.
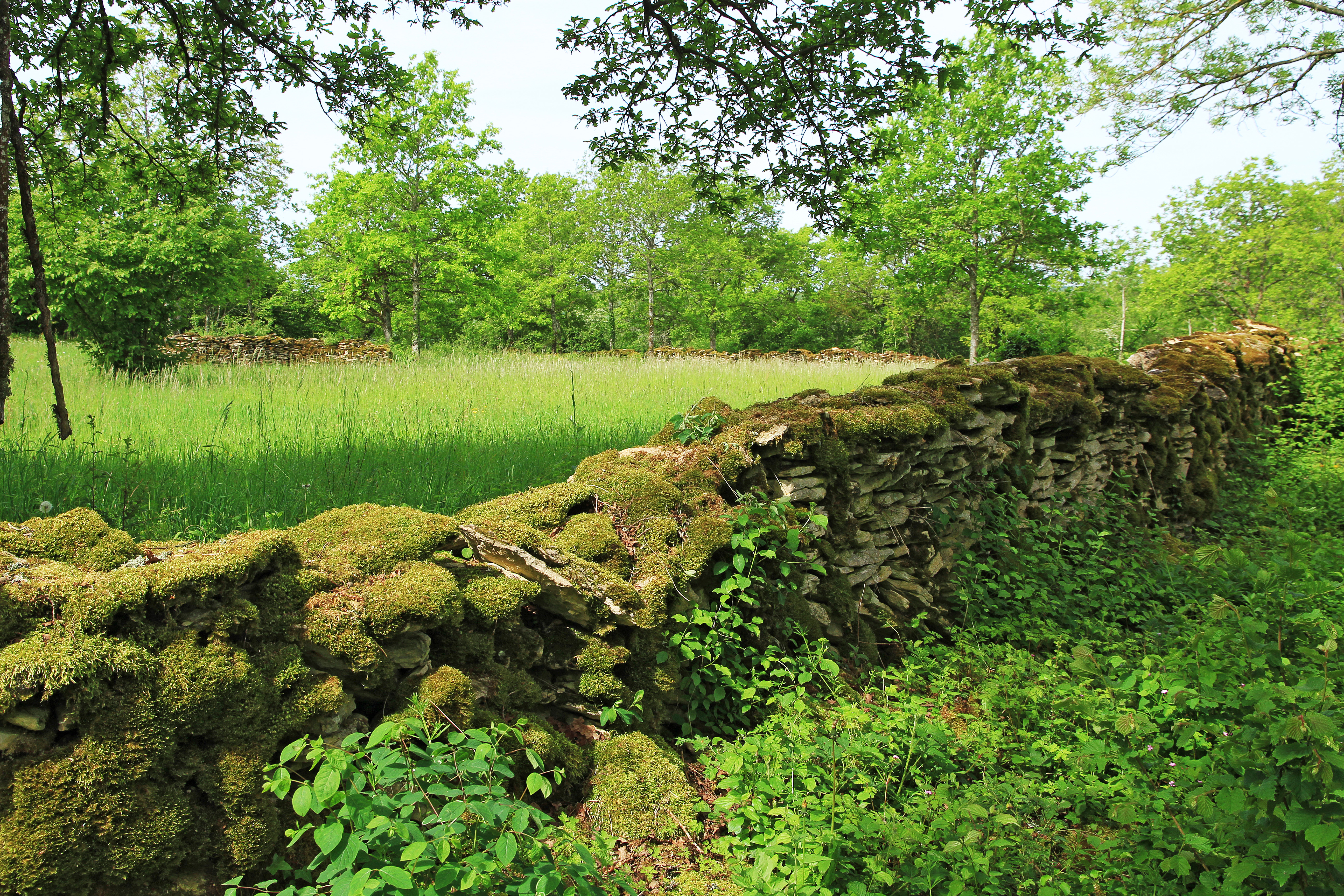
Mur d'enceinte du paléolithique.
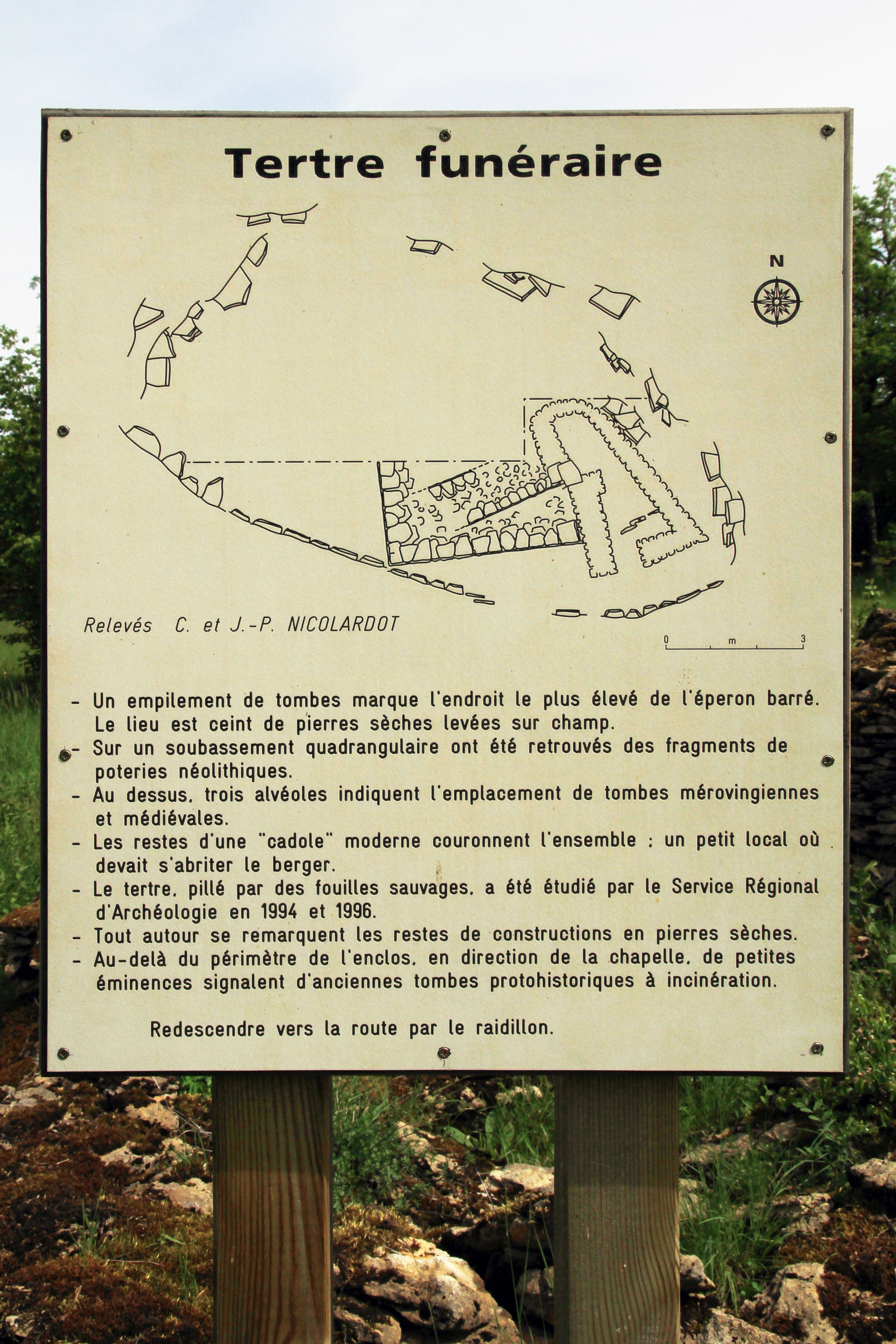
Le tertre funéraire...
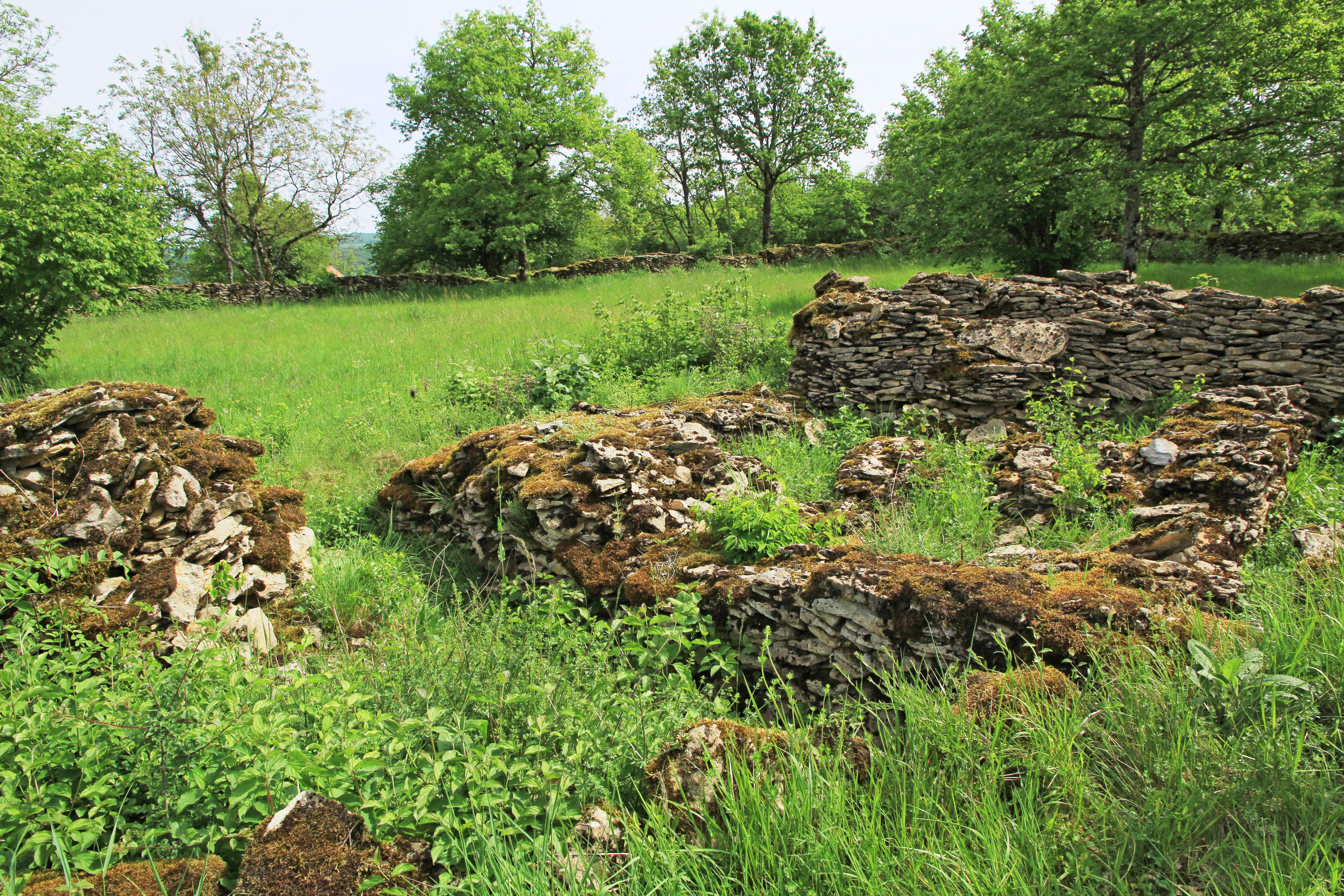
contient des tombes mérovingiennes.

À proximité du champ funéraire mérovingien, au bord de la pente, la chapelle a été construite en 1502. C'est un petit bâtiment simple, plan rectangulaire et toit à deux pans, qui a été rénové (2012-2015) par une association locale qui a dû faire un appel aux dons pour remplacer l'ancienne couverture en laves définitivement ruinée dans les années 1980. Une précédente restauration en 1818 avait fait disparaître la fenêtre du pignon nord.
Derrière la chapelle, la vue s'étend sur la vallée de la Brenne avec les villages d'Arnay-sous-Vitteaux, Brain et Villeferry, le hameau du Foulon et au loin le promontoire de la Grande-Borde au-dessus de Leugny (hameau de la Roche-Vanneau).

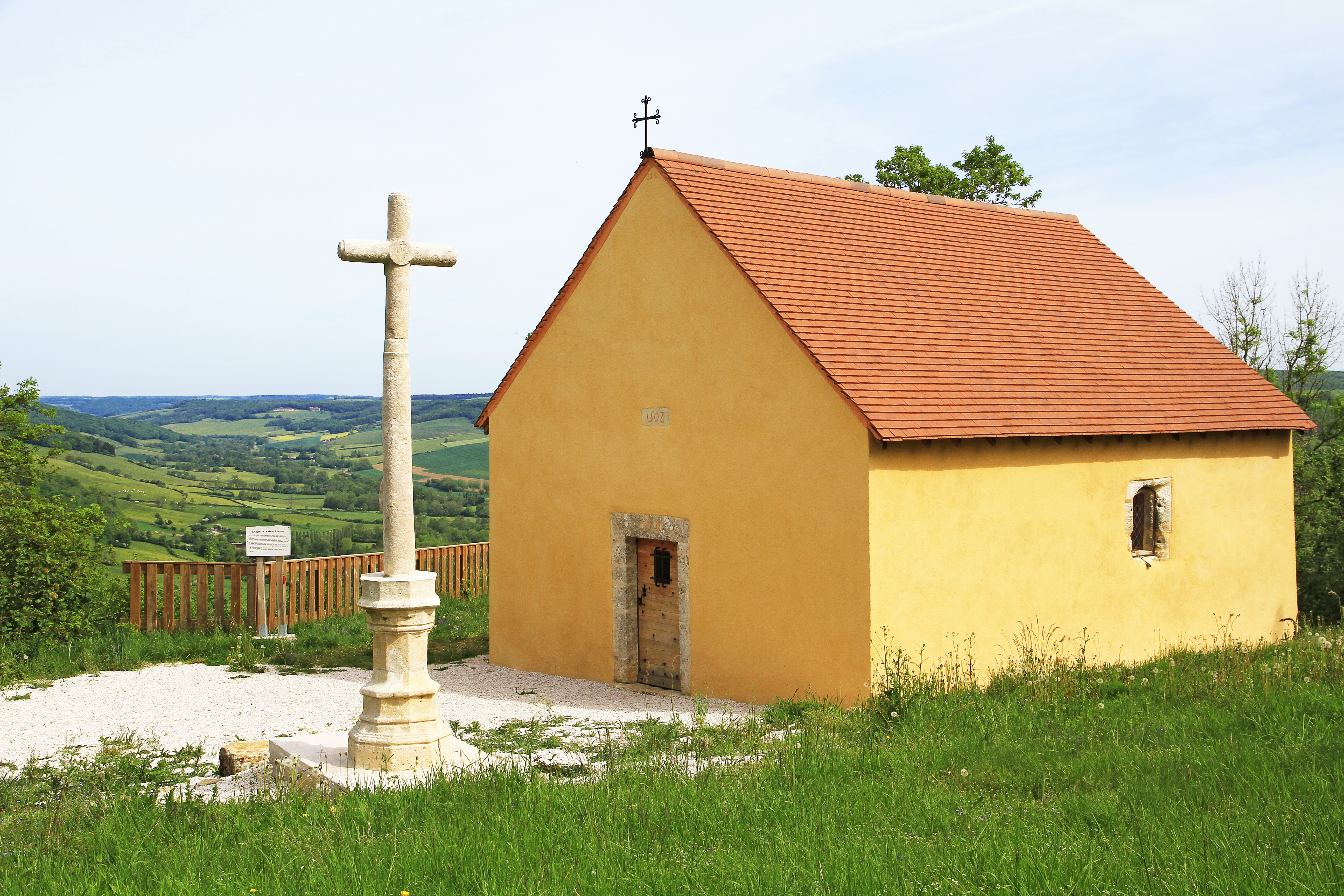
Chapelle Saint-Abdon.
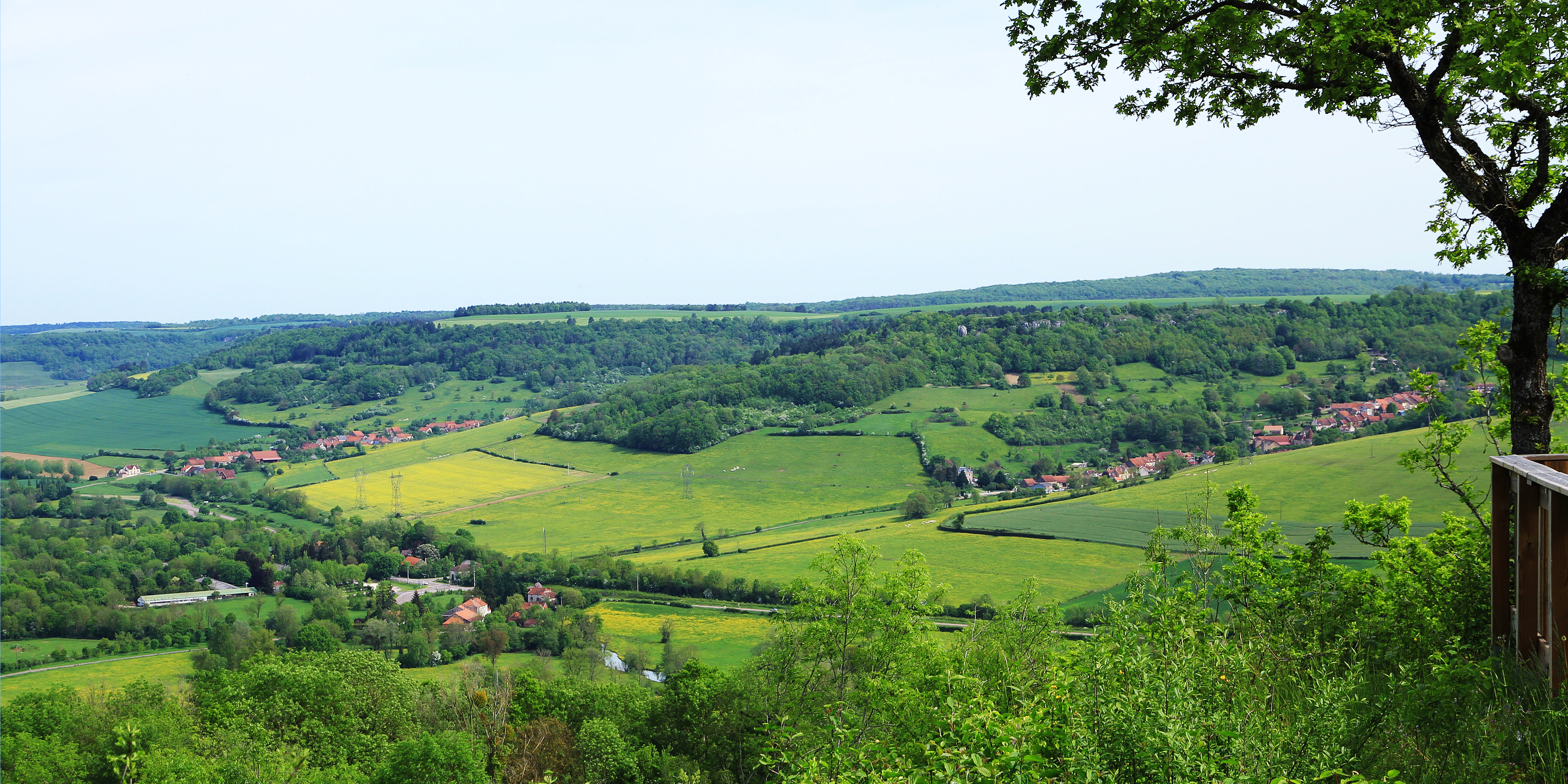
Vue sur la vallée de la Brenne.
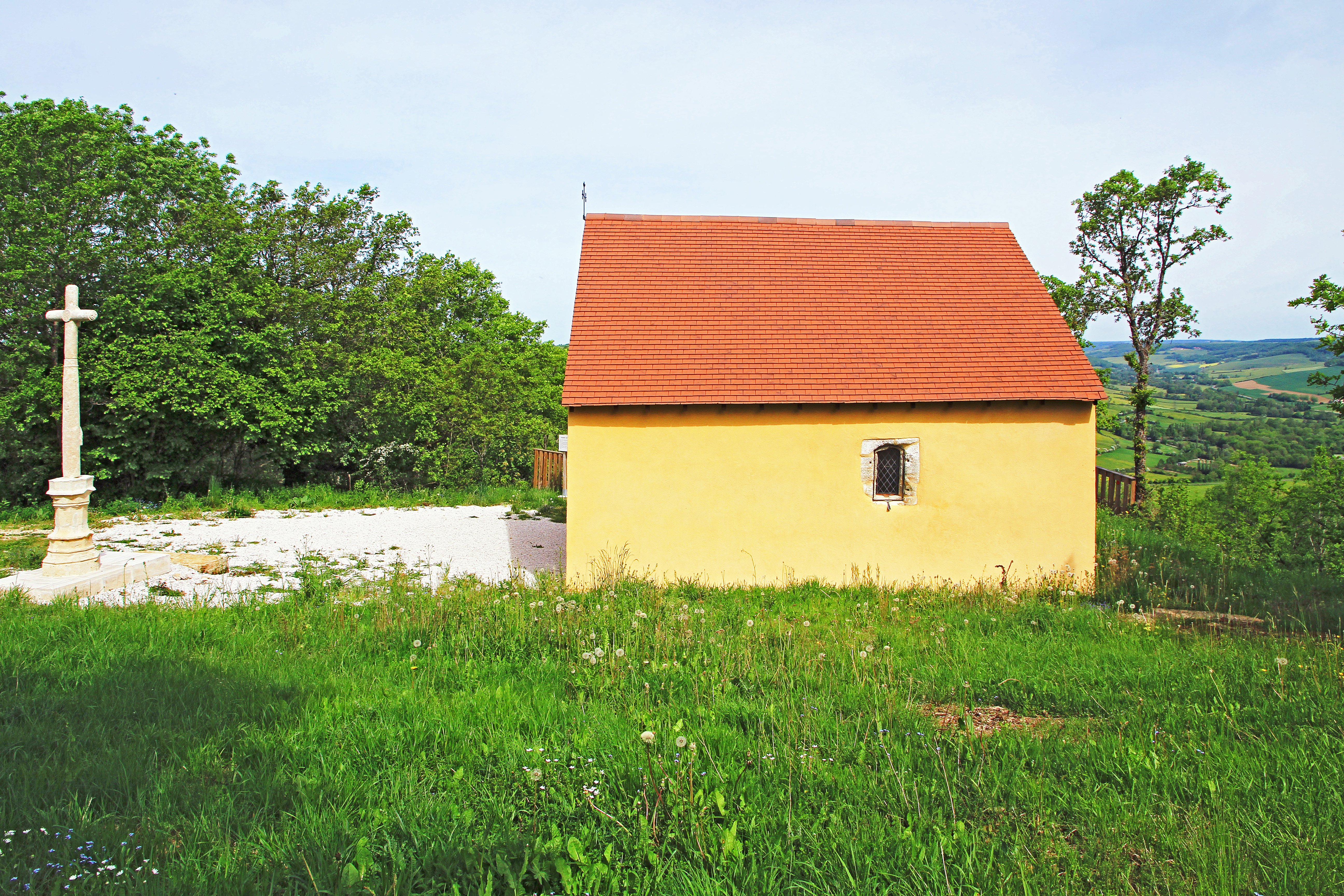
Lieu de culte épisodique depuis la préhistoire.

- Parc de l'Auxois.